# Aidarken
Aidarken (kirguís y ruso: Айдаркен) es una ciudad del distrito de Kadamjay, provincia de Batken, Kirguistán.
En 2009 tiene 10 331 habitantes. Junto con Kadamjay es una de las dos ciudades del raión que no pertenecen a ninguna comunidad rural o aiyl okmotu.

## Economía
Alberga la Planta de Mercurio de Aidarken, que en 2005 era el tercer productor primario mundial de mercurio. Podría verse afectada por el Convenio de Minamata sobre el Mercurio.